# Эста-МИФИ
Экспериментальная студия танца Эста-МИФИ — Народный коллектив (с 2003 года), Ведущий творческий коллектив г. Москвы (с 2016 г.). Многократный Лауреат фестиваля ФЕСТОС, Лауреат и Обладатель Гран-При международных фестивалей «Друзья Болгарии», «Весь мир — искусство», «Танцы без границ», «Итальянские вечера в России» и др. один из самых известных студенческих студий танца Москвы. В составе коллектива основу составляют студенты, аспиранты выпускники и сотрудники Национального исследовательского ядерного университета «МИФИ» (до 2009 года — Московского инженерно-физического института). Также занимаются студенты других вузов Москвы. С 1997 года коллектив постоянно действует в ГБУК г. Москвы "Культурный центр «Москворечье». С 1998 года организованы детско-юношеские группы (от 4 лет), многие участники из которых в дальнейшем становятся полноправными членами студенческого коллектива.
Эста-МИФИ основан в феврале 1975 года

## Художественные руководители
Основатель и художественный руководитель с 1975 по 1987 гг. — Кошеверова Нина Николаевна (17 января 1919 г. — 17 ноября 2005 г.).
1987—1991 г.г. — руководители коллектива Алла и Андрей Бондарчуки
1991—1993 г. — руководитель коллектива Виталий Игоревич Павлов
1993—1997 — руководитель коллектива Андрей Федин
С 1997 года по настоящее время коллективом руководят Алла и Александр Порешины

## История создания
В 1975 году коллектив под руководством Кошеверовой Нины Николаевны (17 января 1919 г. — 17 ноября 2005 г.) начал свою деятельность как Школа Бального Танца (ШБТ) Московского инженерно-физического института, позже получившая название «Эста-МИФИ». К этому моменту Нина Николаевна Кошеверова имела огромный творческий опыт, много учеников и последователей в области танца. Нина Николаевна изучала хореографию различных народов мира, русские народные танцы, старалась привить любовь к этому виду творчества среди учеников. В своей книге «Моя жизнь в танце» Нина Николаевна описывает как трудно было бороться с чиновниками за право существования «буржуазных» бальных танцев в СССР. Она способствовала становлению данного раздела культуры в России, пропаганде массового обучения танцу, превращению бального танца в популярную спортивную дисциплину.
Так сама Нина Николаевна описывает в своей книге как зарождалась Эста «…пришли ко мне мои ученики, занимавшиеся когда-то в Доме пионеров, а ныне студенты МИФИ. Они уговорили меня прийти к ним в МИФИ. Очень хотелось ребятам танцевать!» (Кошеверова Н. Н. «Моя жизнь в танце».-М.,2004.)
"1975 года. По маленькому объявлению на занятия бального кружка пришло 70 человек — 50 юношей и 20 девушек: нескладные, смущенные … " («Инженер-физик» № 14-15 от 05.05.87). Затем к ним присоединились девушки из окрестных школ, узнавшие о том, что в МИФИ есть партнеры по танцам. Занятия проводились Ниной Николаевной Кошеверовой в четырех группах: младшей, средне-младшей, средне-старшей и старшей. Первые занятия стали проводиться в актовом зале административного корпуса студгородка МИФИ.
На следующий год занятия уже проводились в ДК «Москворечье» и в актовых залах окрестных школ.
Потом появились тематические Балы (Новогодний, Весенний, Осенний бал знакомства и др), с 1977 года совместно с ВТО МИФИ (Второе творческое объединение) Эста стала проводить Первомайские слеты в дер. Скнятино. Осенью ВТО и ШБТ проводят праздники «Посвящения в студенты». С 1982 года — первомайские слеты ЭСТА проводит самостоятельно, а с 1983 г. недалеко от станции Подосинки, дер. Анциферово (Куровской район, берег реки Нерская).

## Репертуар
Репертуар коллектива состоит из танцевальных композиций спортивных бальных - европейских и латиноамериканских танцев: медленный вальс, танго, медленный фокстрот, венский вальс, быстрый фокстрот, ча-ча-ча, самба, румба, пасодобль, джайв; а также историко-бытовых танцев, часть из которых до 1989 г. входила в советскую программу - русский лирический, полька, рилио. Также на балах танцуются другие историко-бытовые танцы.
В 2003 году был образован Ансамбль танца ЭСТА, в основу репертуара которого вошли сценические (сюжетные) композиции на основе спортивных бальных и латиноамериканских танцев, танцев народов мира, клубной латины, современных и эстрадных танцев.
В начале обучения танцоры изучают так называемую "социальную программу", куда входят такие танцы, как: Полька-Звездочка, Кадриль Дружбы, Фигурный вальс, Русский лирический, Сударушка, Вальс-мазурка, Вальс-гавот, Фигурный вальс, Вальс-миньон, танцы клубной латины (сальса, меренге, бачата), аргентинское танго и еще с десяток простых историко-бытовых танцев. Спустя 1-2 месяца участники коллектива начинают осваивать основы спортивных бальных и латиноамериканских танцев, участвовать в соревнованиях, фестивалях и смотрах-конкурсах. По итогам сезона лучшие танцевальные пары переходят в конкурсные группы и группы спортивного мастерства.
До 1995 года проводились танцевальные сборы в домах отдыха в Подмосковье на зимних студенческих каникулах, конец января - начало февраля.

## Балы ЭСТА-МИФИ
Какие же танцы без балов?
Первый Бал Эста провела в ночь с 31 декабря 1976 года на 01 января 1977 года. Это был самый настоящий Новогодний студенческий Бал!

### Основные танцевальные балы
Осенний Бал Знакомства. Проходит в начале ноября. На Балу начинающие танцоры знакомятся с основным составом коллектива.
Новогодний Бал-Маскарад. Проходит в конце декабря. Обязательно: наличие новогоднего костюма.
Весенний Бал. Проходит 8 марта и посвящен Международному женскому дню
Летний Бал (Бал "Закрытие сезона"). Проходит в конце мая-начале июня.
Также до 2019 г. существовали такие балы как: Бал "Татьянин День", Бал Всех влюбленных, Бал ветеранов ЭСТы, Бал "Открытие сезона" и т.д. На Балах ЭСТы играют популярные обработки в стиле бальных и латиноамериканских танцев, клубная латина, социальные танцы и блюзы. На каждом Балу проводятся мастер-классы по выбранным танцам, показательные выступления и развлекательные конкурсы. Для участников вход на Бал или бесплатный или за символическую стоимость, кроме новогоднего бала, который проводится с фуршетом.

## Международные выступления
С июля 2006 года коллектив стал активно выезжать на международные фестивали за рубеж, где сразу проявил себя как коллектив, достойный самых высоких наград!
С момента первого выезда за границу коллектив успешно выступал в Турции и Болгарии. Активно участвовал в международных творческих фестивалях и смотрах-конкурсах.
Является Многократным Лауреатом и Обладателем Гран-При российских, межрегиональных и международных фестивалей, Многократный Чемпион Европы по артистическому танцу Всемирной федерации артистического танца (WADF) и т.п.

## Майский Слет ЭСТА-МИФИ
Не танцем единым…С 1977 года совместно с ВТО МИФИ (Второе творческое объединение) Эста стала проводить Первомайские студенческие слеты в дер. Скнятино.
С 1982 года — первомайские слеты ЭСТА проводит самостоятельно, с 1983 г. недалеко от дер. Анциферово (Куровской район, берег реки Нерская).
С тех пор ЭСТА-МИФИ проводит Майские Слёты ежегодно. Исключением стал 2020 год, когда из-за пандемии коронавируса были отменены все культурно-массовые мероприятия. В последнее время в мероприятии ежегодно принимают участие 350-400 человек, в некоторые разы численность достигала 500-700 чел. Слет проходит 3-4 дня в выходные дни, связанные с 1 мая: с конца апреля по начало мая по следующему расписанию:
0 день
Заезд участников, обустройство палаточного лагеря
1 день
Открытие слёта, Игротека и спортивные мероприятия, Репетиции выступлений команд, Гитарник, Посвящение новичков слета
2 день. Днем - 1-й блок выступлений. Вечером – 2-й блок выступлений. Ночью – 3-й блок выступлений. С 23:00 – ночная дискотека
3 день
Ярмарка и Что-Где-Когда, Пародии на выступления команд, Закрытие Слета и награждение победителей и призеров, Уборка стоянки Слета, Отъезд участников